# Glauberita
La glauberita és un mineral de la classe dels sulfats. La seva denominació es deu al seu contingut de sulfat de sodi (Na₂SO₄), antigament conegut com a «sal de Glauber», rebent aquest nom per l'alquimista alemany Johann Rudolph Glauber (1604- 1668).

## Característiques
La glauberita és un sulfat de fórmula química Na₂Ca(SO₄)₂. És de color blanc i cristal·litza en el sistema monoclínic. La seva duresa a l'escala de Mohs es troba entre 2,5 i 3. Mostra una fractura irregular o concoidal; la seva fractura, molt irregular, produeix petits fragments concoides. Té un sabor lleugerament salí.

## Formació i jaciments
És un component comú de dipòsits d'evaporita continentals i marítims. També es troba com sublimats al voltant de fumaroles així com en cavitats de lava basàltica farcides de mineral a vegades pot formar part de dipòsits de nitrat en climes àrids. En evaporites apareix associada amb halita, polihalita, anhidrita i thenardita. També s'associa amb aquest últim mineral en fumaroles i dipòsits de nitrats.
El jaciment d'aquest mineral es troba en Villarrubia de Santiago (Toledo, Espanya), també hi ha dipòsits de glauberita en Chinchón i Ciempozuelos (Madrid), en Agoncillo i Alcanadre (La Rioja), i en Remolinos (Saragossa). A Castella i Lleó sobresurten les produccions de Belorado i de Cerezo de Río Tirón, situades en el marge esquerre del Riu Tirón. A Amèrica hi ha jaciments en Sierra Gorda i Iquique (Xile), així com en la Província de Loayza (Bolívia).